# German (patriarcha serbski)
German, imię świeckie Grigorije Anđelić (ur. 1822 w Sremskich Karlovcach, zm. 26 listopada 1888 tamże) – serbski biskup prawosławny, w latach 1882–1888 metropolita karłowicki i patriarcha serbski.

## Życiorys
Syn Pavlego Anđelicia, proboszcza soboru św. Mikołaja w Sremskich Karlovcach, i jego małżonki Any. Ukończył gimnazjum, a następnie serbskie seminarium duchowne w Sremskich Karlovcach. Następnie wyjechał do Pesztu na studia prawnicze i filozoficzne, które ukończył w Sárospataku. Po uzyskaniu dyplomu wydziału prawa zdał egzamin adwokacki.
20 maja 1848 złożył wieczyste śluby mnisze przed przełożonym monasteru Krušedol, archimandrytą Prokopiuszem. Wstąpił do monasteru Grgeteg. W tym samym miesiącu przyjął święcenia diakońskie z rąk biskupa górnokarłowickiego Eugeniusza. Krótko potem patriarcha serbski Józef skierował go do służby w cerkwi św. Spirydona w Trieście. W liście uzasadniającym wybór młodego duchownego wskazywał na jego doskonałą znajomość języków cerkiewnosłowiańskiego, niemieckiego, węgierskiego oraz łaciny. W Trieście diakon Grigorije Anđelić był również nauczycielem w przycerkiewnej serbskiej szkole.
W 1850 wrócił do rodzinnego miasta i objął stanowisko profesora w miejscowym seminarium duchownym, na którym pozostawał przez szesnaście lat. W 1853 otrzymał godność archidiakona, w tym samym roku wszedł w skład konsystorza metropolii karłowickiej. W 1861 otrzymał godność protosyngla, zaś w 1864 – archimandryty. W tym samym roku mianowano go przełożonym monasteru Grgeteg.

### Biskup
W 1867, po śmierci biskupa Platona, został administratorem eparchii Baczki, następnie zaś otrzymał nominację biskupią na tę samą katedrę. Jego chirotonia biskupia odbyła się jednak dopiero siedem lat później, 11 sierpnia 1874, przewodniczył jej patriarcha karłowicki Prokop.

### Patriarcha karłowicki
W 1879 patriarcha Prokop został zmuszony do odejścia z urzędu, zaś biskup German – mianowany administratorem metropolii karłowickiej do momentu dokonania elekcji jego następcy. Wybór administratora, narzucony przez cesarza Franciszka Józefa, został źle przyjęty przez duchowieństwo i wiernych metropolii. Z tym większym niezadowoleniem spotkał się wybór Germana na patriarchę karłowickiego trzy lata później. Serbski sobór cerkiewno-ludowy wytypował bowiem innego kandydata, biskupa górnokarłowickiego Teofana, jednak cesarz nie zgodził się na potwierdzenie jego elekcji i osobiście wskazał na biskupa Baczki, który w głosowaniu na soborze uzyskał tylko 11 głosów (przeciwko 53 głosom oddanym na biskupa Teofana)
Okoliczności objęcia przez patriarchę Germana urzędu sprawiły, że do końca życia nie zyskał popularności wśród serbskich wiernych, chociaż przekazywał on znaczne fundusze na serbskie instytucje kulturalne, fundował stypendia dla serbskich studentów lub wspierał finansowo ubogie rodziny serbskie. Razem z bratem Stevanem, prawosławnym protoprezbiterem, przekazał 162 500 forintów na rozbudowę gimnazjum serbskiego w Sremskich Karlovcach.